# Mirza Ahmad Khan Ala al-Dawla
Mirza Ahmad Khan Ala al-Dawla (1866/1867-1911) fou un polític persa, fill de Muhammad Rahim Khan Ala al-Dawla. La seva data de naixement és incerta, ja que l'oficial no concorda amb el fet que el 1873 pogués formar part del seguici que va acompanyar al xa al seu viatge a Europa com consta que va fer (tindria llavors 7 o 8 anys).
El 1881 Rahim Khan va crear el grup Mansur de la guàrdia i en va donar el comandament al seu fill que tenia el títol de primer brigadiers (cosa tampoc gaire probable amb només 15 anys). Després fou cap dels guàrdies Mahdiya un altre cos que com els Mansur rebia un entrenament similar al dels cosacs. A la mort del seu pare va heretar el seu títol.
Sota el xa Muzaffar al-Din Shah (1896-1907) va ser governador de Khuzestan (1897-1899), Gurgan (1899-1901), Mazanderan (1901-1902), Kermansah (1902) i Fars (1902-1904). D'aquest darrer càrrec va dimitir després d'un incident amb Lord Curzon, que dirigia una flota de guerra britànica, al qual se li havia ordenat rebre, però com que no va atracar, va refusar pujar al seu vaixell.
El 1905 fou nomenat governador de Teheran. Va fer rebaixar per la força el preu del sucre rus, pujat a causa de la guerra russojaponesa (12 de desembre de 1905). I com que va castigar a dos mercaders sayyeds, es va produir un aldarull al bazar que fou l'inici del moviment constitucional. Per aquesta causa fou destituït del seu càrrec el 1906. El 1907 fou reanomenat governador de Fars però no va poder prendre possessió a causa de les manifestacions populars al carrer a Siraz en contra seva.
Es va oposar al govern de Muhammad Ali Shah (1907-1909) i junt amb un grup d'amics consideraven les condicions de la cort inadequades. El xa el va amenaçar amb l'execució i el va fer arrestar i enviat a l'exili (1907) a Firuzkuh junt amb altres, però aviat va poder tornar. Encara el 1907 una bomba va destruir casa seva.
Durant els anys següents fou sospitós a realistes autoritaris i constitucionalistes. Quan el 1911 se li va exigir el pagament de taxes que devia, va començar a complotar contra Morgan Shuster, conseller americà del ministre de finances. L'ultimàtum rus que exigia el cessament de Shuster va provocar gran agitació i Ala al-Dawla, considerat responsable, fou tirotejat a la porta de casa seva i va resultar mort l'1 de desembre del 1911.